# Тихвин
Тихвин (рус. Тихвин) град је на северозападу европског дела Руске Федерације. Налази се у источном делу Лењинградске области, на подручју Тихвинског рејона чији је уједно и административни центар.
Према проценама националне статистичке службе за 2014. у граду је живело 58.289 становника.
Од 4. новембра 2010. град Тихвин носи почасно звање Града војничке славе. а у ту част је годину дана касније на тргу маршала Кирила Мерецког подигнута спомен стела.

## Етимологија
Име града вероватно долази од вепских речи тих и вин са значењем пут и трговиште пошто је од најстаријихи времена то подручје било познато по важним трговачким путевима.

## Географија
Град Тихвин смештен је у источном делу Лењинградске области у низијском подручју уз реку Тихвинку. Средиште града лежи на надморској висини од 50 m. Налази се на око 236 km источно од града Санкт Петербурга.
Клима у граду је умереноконтинентална са просечним јулским температурама од +17,8 °C, односно јануарским од -8,9 °C.
Кроз град пролази аутопут А114 који повеује градове Вологду и Нову Ладогу.

## Историја
Први писани помени имена Тихвин датирају из 1383. године и односе се на црквено имање око којег се развило данашње насеље. Насеље се захваљујући стратешки важном положају на раскрсници бажних трговачких путева убрзано развијало и већ почетком XVI века важило је за значајан трговачки и занатски центар.
По налогу великог московског књаза Василија III Ивановича у Тихвину је у периоду између 1507—1515. саграђена Успењска саборна црква која се очувала до данашњих дана. На левој обали Тихвинке 1560. је по налогу цара Ивана IV Грозног подигнут мушки Успењски манастир. Паралелно са мушким манастиром основано је и мање женско сестринство Ваведењског манастира, саграђене су бројне стамбене и трговачке зграде, а најјуже средиште града је утврђено јаким дрвеним зидовима и кулама (касније током XVII века дрвени зид је замењен каменим, а додато је и 9 кула). Насеље око манастира је све до 1723. године егзистирало као манастирски феуд
У периоду XVII—XVIII века Тихвински посад је доживео свој привредни врхунац. Поред трговине интензивно је било развијено и занатство, а посебно ковачке радионице чијим производима се трговало и ван граница тадашње руске државе. Тихвинско трговиште је у то време био један од највећих трговачких центара на подручју Русије.
Године 1773. Тихвин добија статус окружног града и постаје седиште истоименог округа унутар Новгородске губерније. Град је интензивно наставио да се развија и током XIX века, а посебан замајац даљем развоју трговине и занатства дало је отварање Тихвинског каналског система 1811. године. Захваљујући том каналу на стотине мањих трговачких бродица званих тихвинке пролазило је кроз град на свом путу од Петрограда ка Нижњем Новгороду. Према подацима из тог периода Тихвинским каналом је годишње пролазило и преко 6 хиљада пловила натоварених разним теретом.
Према подацима првог сверуског пописа становништва из 1897. град Тихвин је имао 6.589 становника, од чега су њих 6.420 били припадници православне вере.
У августу 1927. успостављен је Тихвински општински рејон са Тихвином као његовим административним центром. Током Другог светског рата град је једно кратко време био под окупацијом нацистичких снага, од 8. новембра 1941, па до 9. децембра исте године. Тихвин је постао првим градом који је ослобеђен током зимске контраофанзиве Црвене армије 1941. године. Град је током рата претрпео велика разарања и том приликом су неповратно уништени бројни архитектонски споменици.
Одлуком председника Руске Федерације Дмитрија Медведева од 4. новембра 2010. граду Тихвину је додељено почасно звање Града војничке славе у спомен на храброст и постојаност његових грађана изражену у борбама за слободу и независност отаџбине.

## Демографија
Према подацима са пописа становништва 2010. у граду је живело 58.459 становника, док је према проценама националне статистичке службе за 2014. град имао 58.289 становника.
| 1939.  | 1959.  | 1970.  | 1979.  | 1989.  | 2002.  | 2010.  | 2014.  |
| ------ | ------ | ------ | ------ | ------ | ------ | ------ | ------ |
| 16.199 | 18.412 | 33.971 | 58.616 | 71.352 | 63.338 | 58.459 | 58.289 |

## Партнерски градови
Град Тихвин има потписане уговоре о партнерству и сарадњи са следећим градовима:
- Иматра (Финска)
- Ерувил Сен Клер (Француска)
- Троса (Шведска)

## Знаменити Тихвињани
- Николај Римски-Корсаков (1844—1908) — један од најпознатијих руских композитора рођен је у Тихвину.